# Казачий мост
Каза́чий мост — автодорожный железобетонный балочный мост через реку Монастырку в Центральном районе Санкт-Петербурга, соединяет Безымянный и Монастырский острова.

## Расположение

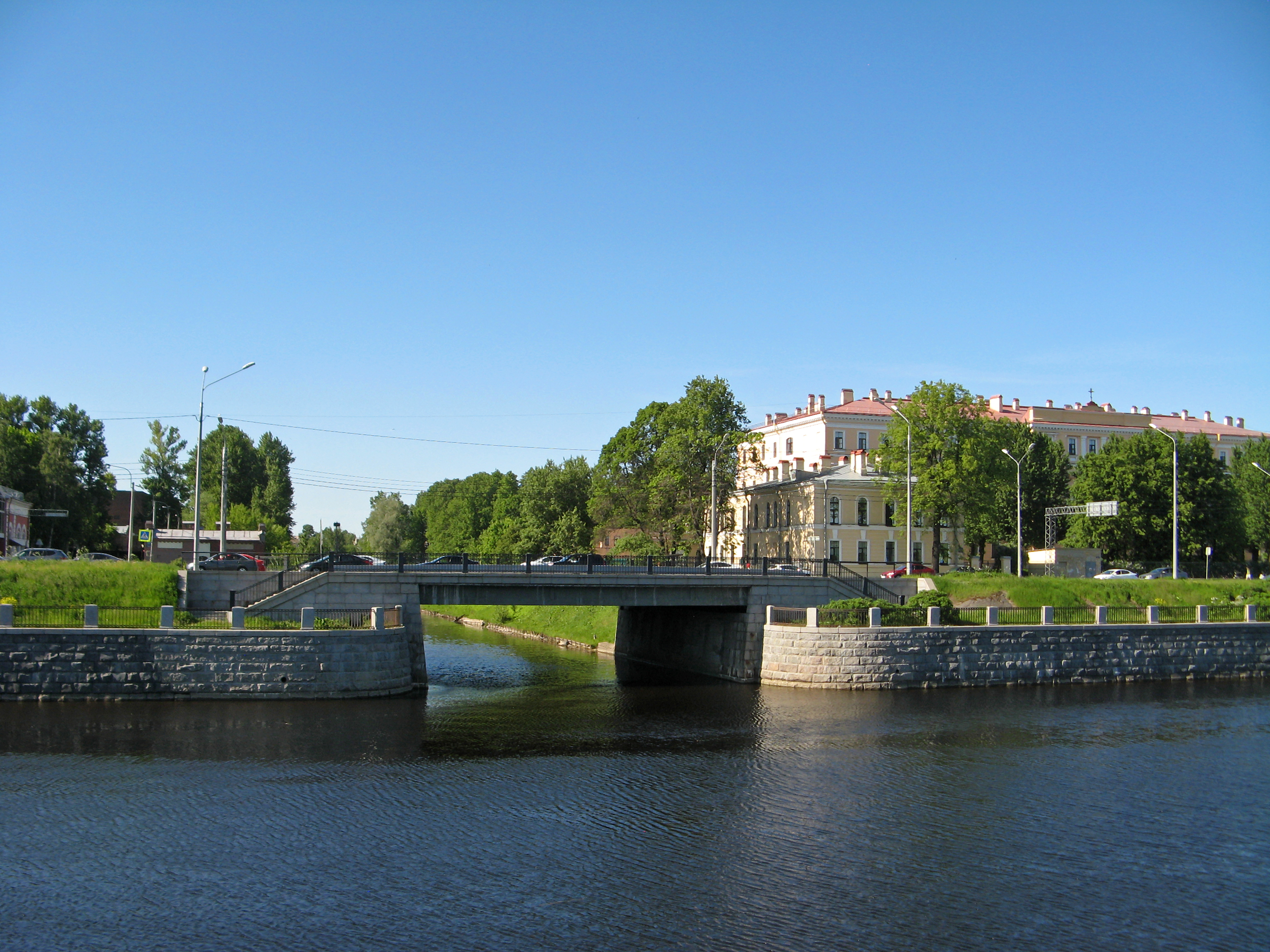
Вид на Казачий мост от Обводного канала

Расположен по нечётной (северной) набережной Обводного канала, у впадения Монастырки в Обводный канал. Выше по течению находится Митрополичий мост.
Ближайшие станции метрополитена — «Площадь Александра Невского-1», «Площадь Александра Невского-2».

## Название
Название известно с 1842 года и дано по находившимся неподалёку казармам лейб-гвардии Казачьего полка. В период с 1849 до 1875 года использовалось наименование Казацкий мост.

## История
В 1832—1833 годах сооружён деревянный арочный мост на устоях из бутового камня по типовому проекту, составленному инженером П. П. Базеном для мостов Обводного канала с притоками. В 1883 году мост перестроен в деревянный трёхпролётный подкосно-ригельной системы с исправлением каменных устоев (под наблюдением инженера М. Ф. Андерсина). Длина моста составляла 48,6 м, ширина — 9,7 м. В 1934 году деревянные балки пролётного строения заменены металлическими сварными. В 1945—1946 годах выполнен ремонт моста. 
В 1965 году, в связи со строительством моста Александра Невского, был построен существующий железобетонный мост. Авторы проекта — инженер института «Ленгипроинжпроект» А. А. Соколов и архитектор Л. А. Носков. Строительство вело СУ-3 треста «Ленмостострой» под руководством инженера К. В. Учаева и В. В. Макарова. Балки подкопрового моста, использованного при сооружении фундаментов Казачьего моста, были применены в конструкции пролётного строения моста через Ижору.

## Конструкция
Мост однопролётный, железобетонный, балочно-разрезной системы. Пролётное строение состоит из типовых двутавровых балок постоянной высоты из преднапряжённого железобетона, связанных между собой диафрагмами. Устои из монолитного железобетона на свайном основании, облицованы гранитом. Общая длина моста составляет 27,5 м, ширина моста — 27 м. 
Мост предназначен для движения автотранспорта и пешеходов. Проезжая часть моста включает в себя 5 полос для движения автотранспорта. Покрытие проезжей части и тротуаров — асфальтобетон. На мосту установлены парапетные железобетонные ограждения проезжей части в металлической рубашке. Перильное ограждение металлическое, по типу перильного ограждения набережной Обводного канала. С низовой стороны моста устроены гранитные лестничные сходы, ведущие на нижний ярус набережной.